# Chórmoz (ciudad)
Chórmoz (en ruso: Чермоз) es una ciudad del krai de Perm, en Rusia, dentro del raión de Ilinski. Se encuentra en la confluencia de los ríos Kama e Inva -ambos de la cuenca del Volga, a orillas del embalse del Kama. La rodean los contrafuertes de los montes Urales occidentales. En 2023 contaba con 2.919 habitantes. Cuenta con una pequeña industria de aparatos eléctricos.

## Historia
Chermoz fue fundada en 1701 o en 1761, al lado de una fundición de cobre (Chernovski Zavod). Esta fábrica fue convertida posteriormente en una fundición siderúrgica. Chermoz tiene estatus de ciudad desde 1943. En 1958, al llenarse el embalse del Kama, una parte de la ciudad quedó sumergida. Después de este acontecimiento, la población de Chermoz ha descendido fuertemente.

## Demografía
| 1959   | 1970  | 1979  | 1989  | 1992  | 2002  | 2008  |
| ------ | ----- | ----- | ----- | ----- | ----- | ----- |
| 11 000 | 8 700 | 6 800 | 5 907 | 6 100 | 4 376 | 4 065 |